# 大曾根家の朝
『大曾根家の朝』（おおそねけのあした）は、1946年（昭和21年）公開の日本映画。
木下惠介監督の第5作で、戦後第1作になる。木下にとって、初めてのキネマ旬報ベストワン作品。
白黒、スタンダード・サイズ。

## 解説
久板栄二郎のオリジナル脚本（この年、久板は、黒澤明へも同傾向の作品「わが青春に悔なし」の脚本を提供している）。
昭和18年のクリスマスイヴから戦後までの2年間を、ある家族の姿を通して描いた作品である。
戦時体制によって“普通の（実際にはかなりリベラルな）”人々がいかに虐げられていたか、ということを声高に表現した作品であるように、現在では捉えられることが多い。
しかし、ラスト・シークエンスの（木下には珍しい）生硬さを見ると、脚本の影響もあるだろうが、戦時下での軍部・内務省などからの検閲にとってかわった、占領軍の監督機関からの要求・指示・干渉もまた、厳しかったのであろうと推測される。
主役格の3人は新劇の役者であり、脇役（子供たちなど）を松竹専属の俳優が演じている。

### タイトル表記とその読み方
作品上での実際のタイトル表記は「大曽根家の朝」であるが、正字を使ったものが正式タイトルらしく、各種資料や現在発売されているDVDのパッケージなどでも「大曾根家の朝」という表記になっている。
また、ラスト・シークエンスの台詞などから考えると、タイトルの「……朝」は“あさ”と読むのが妥当だと思われるが、各種資料などでは「……朝」に“あした”というルビが付いている場合が多い。

## ストーリー
戦争によって平和な家庭に暗雲が・・母は一人で逞しく生きていく。

## スタッフ
- 監督：木下惠介　※クレジット上では演出である。
- 脚本：久板栄二郎
- 撮影：楠田浩之
- 照明：豊島良三
- 現像：神田亀太郎
- 編集：杉原よし
- 美術：森幹男
- 装置：改田一馬
- 録音：大野久男
- 音楽：浅井挙曄
- 企画：細谷辰雄
- 製作担当：渡邊大
- 製作：松竹大船撮影所

## キャスト
（配役の順列や用字などは、映画クレジットのママ）
- 大曽根房子 … 杉村春子
- 一郎（房子の息子、学者）… 長尾敏之助
- 泰二（房子の息子、画家）… 徳大寺伸
- 悠子（房子の娘）… 三浦光子
- 隆（房子の息子、学生）… 大坂志郎

　　　◇◇◇
- 大曽根一誠（房子の義弟、軍人）… 小沢栄太郎
- 幸子（一誠の妻）… 賀原夏子（文学座（当時））

　　　◇◇◇
- 實成 明（悠子の婚約者）… 増田順二
- 丹治平兵衛（一誠の取引相手）… 藤輪欣司
- 特高主任 … 西村青児
- 右野（隆の友人）… 鈴木彰三
- ばあや（大曽根家の使用人）… 高松栄子
- 女中（一誠の使用人）… 国兼久子

　　　◇◇◇
- 八巻一平（画家）… 東野英治郎